# Знакопечатающая ЭЛТ

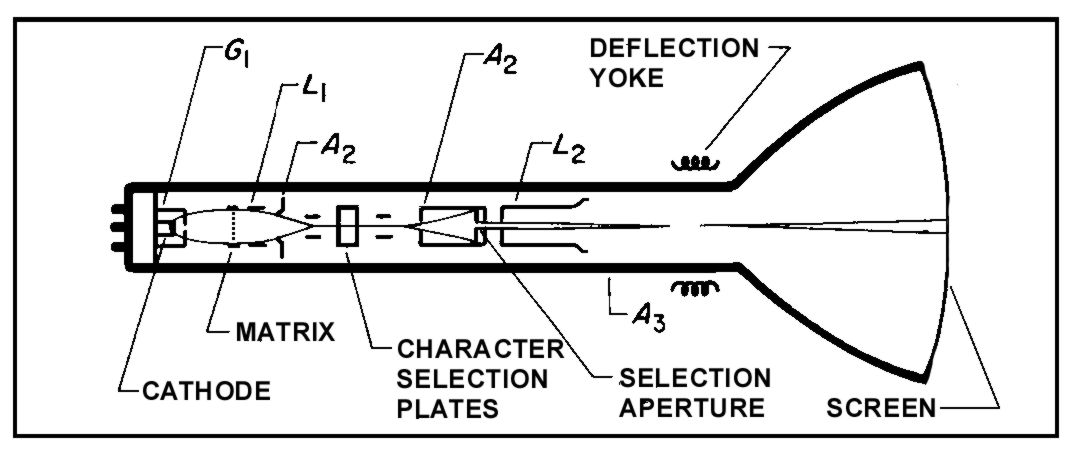
схема знакопечатающей ЭЛТ

Знакопечатающая электронно-лучевая трубка — разновидность приёмной электронно-лучевой трубки, предназначенная для отображения или фиксации фотографическими методами текстовой информации. Существуют две основные разновидности знакопечатающих трубок: характрон (англ. Charactron) — трубка мгновенного отображения информации и тайпотрон (англ. typotron) — трубка с запоминанием изображения, использующая бистабильный экран. Изобретены в 1941 году, но впервые производство было налажено с 1954 года американской фирмой «Convair» под товарной маркой «Charactron».

## Устройство
Эти трубки вместо одной отклоняющей системы содержат три, расположенные одна за другой. Между первыми двумя расположен трафарет с символами. Первая отклоняющая система направляет луч на нужное место трафарета, вторая направляет этот луч, принявший в поперечном сечении форму символа, вдоль оси трубки, а третья — уже на нужное место экрана. Помимо непосредственного наблюдения формируемых знаков, знакопечатающие трубки могут использоваться для вывода текстовой информации из ЭВМ на фотоматериалы.
Существует возможность отображения на знакопечатающих трубках несложной графической информации и даже телевизионного сигнала — для этого в матрице может быть специальное отверстие, пропуская через него луч, можно получить пучок небольшого размера, который можно использовать для формирования изображений векторным или растровым способом. Некоторые трубки содержали также второй электронный прожектор с собственной отклоняющей системой, способный накладывать на символьную информацию дополнительное графическое изображение, либо (как например трубка 45ЛС8И) имели окно, позволяющее накладывать на изображение, сформированное электронным способом, дополнительное изображение, проецируемое оптически.

## Достоинства и недостатки
Достоинства знакопечатающих ЭЛТ — простота необходимой для отображения информации электрической схемы, высокая скорость вывода на экран, высокое качество отображаемых символов. Недостатки — сложность внутреннего устройства трубки, а следовательно — дороговизна, большие потери тока луча при прохождении через трафарет, искажения формы знака на краях экрана больших трубок, невозможность (за исключением некоторых трубок с внешним трафаретом) замены набора символов.